# サッサフラス属
サッサフラス属（サッサフラスぞく、学名: Sassafras）はクスノキ科に分類される属の1つである。落葉高木であり、葉は互生し、不分裂または2–3裂する（図1上）。花は両性または単性で雌雄異株（雄花と雌花が別の個体につく）であり、花期は春、葉の展開前から同時期に開花する。花被片は3枚ずつ2輪、雄しべは9個、雌しべは1個（図1下）。果実は核果。北米に1種（サッサフラス）、東アジアに2種（シナサッサフラスとタイワンサッサフラス）が知られている。精油を含み、薬用や香料などに利用されることがある。属名の Sassafras は、北米先住民によるサッサフラス（Sassafras albidum）の呼称に由来するとされることが多い。

## 特徴
落葉高木（図2a）。樹皮は赤褐色、厚く、古くなると裂ける。植物体は精油を含み、芳香がある。葉は互生、枝先にまとまってつき、洋紙質、葉脈は羽状で三行脈状、不分裂または2–3裂する（図1, 2b）。頂芽は大きく、芽鱗は楕円形、絹毛が密生する。
サッサフラスの花は単性花であり、雌雄異株（雄花と雌花が別の木につく）である。一方、シナサッサフラスとタイワンサッサフラスは両性花をもち、雌性先熟である。葉の展開前または同時期に開花し、総状花序を形成、線形から糸状の苞がある。花柄があり、花托筒は短く、黄色の花被片が6枚（3枚ずつ2輪）つき、外花被片と内花被片はほぼ同形、早落性（図3a）。雄花および両性花では雄しべは9個、3個ずつ3輪、最内輪の雄しべの花糸には1対の有柄の腺体が付随し、葯は2または4室、ふつう内向（図1, 3a）。ときに雄しべの内側に仮雄しべが3個1輪ある。雌花は雄しべを欠き、仮雄しべが3個ずつ2輪ある。雌花および両性花には雌しべが1個、子房は卵形で花托に囲まれ、花柱は細長く、柱頭は盤状に広がる（図3a）。
果実は核果、卵形で黒青色に熟し、浅い杯状の果托につき、果柄は無毛、先端に向かって徐々に太くなる（図3b）。種子は長楕円形、尖頭、殻は薄い。

## 分布
北米東部および東アジア（中国南部からベトナム、台湾）に分布する。

## 利用
根や樹皮、葉、果実は精油を含み、薬用や香料などに用いられることがある。ただし、根の精油主成分であるサフロールには、発がん性や肝毒性、接触性皮膚炎、幻覚作用が示唆されている。
材は船や家具、木工細工、桶、柵などに用いられることがある。また、観賞用に植栽されることもある。

## 分類
現生種としては3種が知られ、北米東部に1種、東アジアに2種が分布している（下表1）。東アジア産のシナサッサフラスは Pseudosassafras、タイワンサッサフラスは Yushunia とそれぞれ別属に分類されていたことがある。分子時計解析からは、北米産のサッサフラスと東アジア産の2種の祖先は1380–1669万年前に分かれ、シナサッサフラスとタイワンサッサフラスは61–223万年前に分かれたと推定されている。
サッサフラス属には化石記録が多く、多数の種が記載されており、日本からも報告されている。古いものは後期白亜紀セノマニアンに遡るとされるが（Sassafras cretaceum）、2025年時点ではこの種は別属（Araliopsoides）に移されている。分子時計解析からは、サッサフラス属が他属と分岐したのはおよそ3300万年前と推定されている。
表1. サッサフラス属の現生種の分類
- サッサフラス属 Sassafras J.Presl (1825)
  - サッサフラス[19] Sassafras albidum (Nutt.) Nees (1836)[20][21][13]
花は単性花（雄花と雌花）で雌雄異株。雄花において葯は4室、雄しべの内側に仮雄しべはない。北米東部に分布。
  - シナサッサフラス[22] Sassafras tzumu (Hemsl.) Hemsl. (1907)[23][11]
花は両性花。葯は4室。稔性雄しべの内側に仮雄しべが3個1輪ある。中国南部からベトナムに分布。
  - タイワンサッサフラス（ランダイコウバシ、ランダイサッサフラス、クサノオオコウバシ）[24] Sassafras randaiense (Hayata) Rehder (1920)[25][26]
花は両性花。葯は2–4室。稔性雄しべの内側に仮雄しべが3個1輪ある。台湾に分布。